# Cazones de Herrera
Cazones de Herrera es una localidad del estado mexicano de Veracruz. Es cabecera del municipio de Cazones de Herrera.

## Demografía
| Censo | Población |
| ----- | --------- |
| 1900  | 517       |
| 1910  | 843       |
| 1921  | —         |
| 1930  | 1099      |
| 1940  | 1202      |
| 1950  | 1143      |
| 1960  | 1947      |
| 1970  | 3147      |
| 1980  | 4572      |
| 1990  | 4285      |
| 1995  | 4175      |
| 2000  | 3916      |
| 2005  | 3863      |
| 2010  | 4260      |
| 2020  | 4773      |